# 南かおる
南 かおる（みなみ かおる、1938年11月 - 2015年4月21日）は日本のハワイアン歌手。

## 経歴
1938年11月、ハワイ州ホノルル生まれ。幼少の頃から父の仕事の都合で海外で過ごす。
1945年、台湾で終戦を迎え、その後帰国。
上野学園に学ぶ。一時は画家を目指したものの、小林隆に師事し、ハワイアン・シンガーとしてのキャリアをスタートさせた。
1959年、ポス宮崎とコニー・アイランダースのシンガーとして『ハワイの饗宴』でレコーディング・デビュー。
1966年、バーブ佐竹との共演により注目を浴びる。同年、北海道で交通事故に遭い、瀕死の重傷を負ったものの、奇跡的に復帰。
2015年4月21日、急性大動脈解離で死去。76歳没。

## ディスコグラフィー

### シングル
- 南かおる / 南国の夜 c/w 愛のビギン (キング EB-351、1960。バックはポス宮崎とコニー・アイランダース)
- 南かおる / 婆サン町へ行く ぬ/w ブルー・カルア (キング EA-94、1960。バックはポス宮崎とコニー・アイランダース)
- 南かおる / パイナップル・プリンセス c/w 雲は心 (キング EA-120、1961.02。バックはポス宮崎とコニー・アイランダース)
- 南かおる / メカナニ・アウ・カウポ (ちょっとそこゆくハンサム・ボーイ) c/w ワイカプ・チャ・チャ・チャ (キング EA-123、1961.07。バックはポス宮崎とコニー・アイランダース)
- 南かおる / スー・シティ・スー (あなたとならば) c/w ママのムームー (キング EA-129、1961.08。バックはポス宮崎とコニー・アイランダース)
- 南かおる / ハオレ・スクスク c/w 脇谷隆 / フペコレ・スクスク (キング EB-7042、1961.09。バックはポス宮崎とコニー・アイランダース)
- 南かおる / さいならこいさんなかんちゃん (キング EB-575、1961.11。バックはポス宮崎とコニー・アイランダース。A面は若原一郎「さいならいとはん」)
- 南かおる / ブルー・ハワイ c/w ハワイアン・アイ (キング EB-7077、1962.03。バックはポス宮崎とコニー・アイランダース)
- 南かおる / ゆうべはどうしたの? c/w 怒っちゃいやよ (キング EB-7095、1962.06。バックはポス宮崎とコニー・アイランダース)
- 南かおる / サピリモ c/w 貴方の思い出 (キング EB-7057(Mono)/SEB-43(Stereo)、1962.12)
- 南かおる / ハワイアン・アイ c/w 小さな竹の橋 (キング EB-7187、1963.05。バックはポス宮崎とコニー・アイランダース)
- 南かおる / 過ぎし夏の日 c/w 波と私 (キング EB-7190、1963.05。バックはポス宮崎とコニー・アイランダース)
- 南かおる / 夜のくちづけ c/w アデュー (キング EB-7210、1963.07。バックはポス宮崎とコニー・アイランダース)
- 南かおる / タムレ第1番 c/w タムレで行こう (キング EB-7226、1963.09。バックはアーヴィン・アイザックスのグループ)
- 南かおる / タンギ・ティカ c/w テ・マヌ・プカルア (キング EB-7227、1963.09。バックはアーヴィン・アイザックスのグループ)
- 南かおる / 渚の想い出 c/w 真珠貝 (キング EB-7228、1963.10。バックはポス宮崎とコニー・アイランダース)
- 南かおる / 南国の夜 c/w 夜のくちづけ (キング EB-7263、1964.03。バックは尾田悟と彼のグループ・ウィズ・ストリングス)
- 南かおる / 幸福 (しあわせ) c/w 傷あと (キング BS-5、1964.04。バックは尾田悟と彼のグループ、ルカ・アルモニコ)
- 南かおる / 青い炎 c/w 思い出は嫌い (キング BS-117、1964.12。バックは、A面が小林隆とブルー・ハワイアンズ、B面がポス宮崎とコニー・アイランダース)
- 南かおる / アマド・ミオ (愛してほしいの) c/w ホールド・ミー (しっかり抱いて) (キング BS-7062、1965.01。バックは尾田悟と彼のグループ・ウィズ・ストリングス)
- 南かおる / 恋があって始まって c/w 雨に咲く花 (キング BS-149、1965.02。バックは小林隆とブルー・ハワイアンズ)
- 南かおる / 白い花びら c/w 思い出のラウンジ (キング BS-205、1965.05。B面のバックはポス宮崎とコニー・アイランダース)
- 南かおる / 南国の夜 c/w 真珠貝 (キング BS-7084、1965.06。バックは尾田悟と彼のグループ・ウィズ・ストリングス)
- 南かおる / 青い木の葉 c/w みずうみ (キング BS-267、1965.09。バックはオールスターズ・レオン)
- バーブ佐竹・南かおる / 銀座は恋の十字路 c/w 夜 (キング BS-369、1966.03。B面は佐竹単独名義。バックは小林隆とブルー・ハワイアンズ)
- 南かおる / あなただけを c/w アリヴェデルチ東京 (キング BS-409、1966.05。バックは、A面がブルー・ハワイアンズ・ウィズ・ストリングス、B面がオールスターズ・レオン)
- 南かおる / それから先は明日なの c/w 愛して、愛されて (キング BS-485、1966.10)
- 南かおる / ひとリぼっちの銀座 c/w 青い月影の小径 (キング BS-649、1967.07。バックは、A面がロス・インディオス、B面がオールスターズ・レオン)
- 南かおる / 涙のカー・フェリー c/w しかたがないの (キャニオン CA-17、1970.11)

### EP
- 南かおる / カイマナ・ヒラ (キング SS-23、1964.06。バックはポス宮崎とコニー・アイランダース)
- 南かおる / サン・トワ・マミー (キング SS-57、1965.05。バックは尾田悟と彼のグループ・ウィズ・ストリングス)
- 南かおる / 南かおるのハワイアン (キング SS-135、1966.06。バックは小林隆とブルー・ハワイアンズ)
- バーブ佐竹、南かおる / ハワイアン100万ドルのデュエット (キング SS-136、1966.06)
- 南かおる / ビーチ・パーティー (キング SS-216、1967。バックは尾田悟と彼のグループ・ウィズ・コーラス)

### LP
- 南かおる / かおるのパイナップル・プリンセス (キング LKF-1145、1961.05。バックはポス宮崎とコニー・アイランダース)
- 南かおる / 村祭り: ハワイアンによる同様・唱歌集 (キング LKF-1157(Mono)/SKF-30、1961.07。バックはポス宮崎とコニー・アイランダース、ヴォーチェ・アンジェリカ)
- 南かおる / 月影とわたし (キング LKF-1218(Mono)/SKF-70(Stereo)、1962.04。バックはポス宮崎とコニー・アイランダース)
- 南かおる / ゆうべはどうしたの? (キング SKF-97、1962.07。バックはポス宮崎とコニー・アイランダース)
- 南かおる / 南国の夜 (キング LKF-1340(Mono)、1963.05。バックはポス宮崎とコニー・アイランダース)
- 南かおる / すてきなハワイ (キング LKF-1366、1963.09。バックはポス宮崎とコニー・アイランダース)
- 南かおる / 夜のくちづけ (キング SKJ-1049、1964.05。バックは、ザ・ヒットパレーダース、尾田悟と彼のグループ・ウィズ・ストリングス)
- 南かおる / 南国の夜 (キング SKK-3(Stereo)、1964.06。バックはポス宮崎とコニー・アイランダース)
- 南かおる / 青い炎: 女と夜とためいきと (キング SKK-70、1965.01。バックは、小林隆とブルー・ハワイアンズ、ポス宮崎とコニー・アイランダース、尾田悟と彼のグループ)
- バーブ佐竹、南かおる / ハワイアン100万ドルのデュエット (キング SKK-217、1966.05。バックは小林隆とブルー・ハワイアンズ)
- 南かおる / ハワイアンのすべて (キング SKK-428、1968。バックは、ブルー・ハワイアンズ、尾田悟グループ)
- 南かおる / 南国の夜: 南かおるハワイアン・アルバム (キャニオン CAL-1019、1971.05。バックはブルー・ポリネシアンズ)
- 南かおる&ジェリー・バード・グループ (ポリドール 28MM-0029、1981)
- 南かおる / 南海の南の島 (ユピテル YV25-1009、1982。バックは白石信とナレオ・ハワイアンズ)